# Đệ Tam Cộng hòa Venezuela
Đệ Tam Cộng Hòa Venezuela là tên thường dùng để chỉ nước Cộng hoà Venezuela được tái lập bởi Simón Bolívar tuyên bố năm 1817, trong thời gian chiến tranh Độc lập Venezuela. Sự khởi đầu của Đệ tam Cộng hòa Venezuela được đưa vào giai đoạn sau Chiến dịch Guyana, trong đó những người cộng hòa đã phục hồi các thể chế dân chủ ở Angostura. Nước cộng hòa này đã kết thúc sau khi Hội nghị Angostura năm 1819 quyết định liên minh Venezuela với Phó vương quốc Tân Granada, để thành lập nước cộng hòa Gran Colombia.
Venezuela sau này trở thành một nước cộng hòa độc lập khi tách khỏi Gran Colombia vào năm 1830, với José Antonio Páez làm tổng thống.